# سام مابل
سام مابل (بالإنجليزية: Sam Maple)‏ هو فارس أمريكي، ولد في 18 يوليو 1953 في كارولتون في الولايات المتحدة، وتوفي في 13 نوفمبر 2001.